# Хомутинка (деревня)
Хомутинка — деревня в Нижнеомском районе Омской области. Входит в состав Хомутинского сельского поселения.

## История
В 1928 году деревня Хомутинка (л.б.) состояла из 79 хозяйств, основное население — русские. В административном отношении находилась в составе Хомутинского сельсовета Еланского района Омского округа Сибирского края.

## Население
| 2010 |
| ---- |
| 162  |

## Улицы
В деревне имеются две улицы: Овражная и Центральная.